# Colobothea guttulata
Colobothea guttulata là một loài bọ cánh cứng trong họ Cerambycidae.